# オシャキー・フォスター
オシャキー・フォスター（O'Shaquie Foster、1993年9月17日 - ）は、アメリカ合衆国のプロボクサー。テキサス州オレンジ出身。現WBC世界スーパーフェザー級王者。

## 来歴
2012年9月8日、プロデビュー戦を行い1回12秒TKO勝ち。
2018年9月21日、オクラホマ州ショーニーのファイアレイク・アリーナにてWBC世界スーパーフェザー級シルバー王者ジョン・フェルナンデスと対戦し、10回3-0の判定勝ちを収め王座獲得に成功した。
2023年2月11日、テキサス州サンアントニオのアラモドームにてWBC世界フェザー級王者レイ・バルガスとWBC世界スーパーフェザー級王座決定戦を行い、12回3-0（116-112、117-111、119-109）の判定勝ちを収め王座獲得に成功した。
2023年5月、プロベラムを離れフリーエージェントであることを発表した。
2023年10月28日、メキシコ・キンタナ・ロー州カンクンのベニート・フアレス・スポーツ・センターにてWBC世界スーパーフェザー級1位のエドゥアルド・エルナンデスと対戦し、12回2分38秒TKO勝ちを収め初防衛に成功した。
2023年11月15日、ボブ・アラムのトップランクと契約を交わした。
2024年2月16日、ニューヨークのマディソン・スクエア・ガーデン内フールー・シアターでWBC世界スーパーフェザー級12位のエイブラハム・ノバと対戦し、最終回にダウンを奪い12回2-1（115-112、113-114、116-111）の判定勝ちを収め2度目の防衛に成功した。
2024年7月6日、ニュージャージー州ニューアークのプルデンシャル・センターでシャクール・スティーブンソン対アルテム・ハルチュニャンの前座で、WBC世界スーパーフェザー級タイトルマッチでWBC同級2位のロブソン・コンセイソンと対戦するも、12回1-2（112-116、116-112、113-115）の判定負けを喫し王座から陥落した。しかし、この判定は大きな物議を醸し、フォスターは試合後のリング上のインタビューで目に涙を浮かべながら「完封して私が勝ったと思った。簡単な試合だったと思った。頭突き以外は全く当たらなかった。再戦したい。彼らは私からこの試合を奪ったんだ」と語ったが、試合を通してのパンチのヒット数でも109対76とフォスターが大きく上回り（ラウンドごとのヒット数でもコンセイソンが上回ったのは12ラウンド中2ラウンドのみ）、さらに試合を放送したESPNも119-109でフォスターの勝ちと付け、解説を務めたティモシー・ブラッドリーも「喜劇」とジャッジのスコアを批判、他にもロイ・ジョーンズ・ジュニアは「これは私たちの美しいスポーツを台無しにしたくだらないことだ」、アシュリー・セオファンは「このスポーツは腐敗している。このジャッジはクビにすべきだ」、スティーブン・A・スミスは「ボクシングは私たちをこのスポーツから遠ざけ続ける。フォスターは完全に（勝利を）盗まれた。彼は文字通り12ラウンド中11ラウンドを勝ったのに、判定はコンセイソンに与えられた。（ボクシングの）プロモーターは最高の試合を実現させるのを私たちを散々待たせてただでさえ酷いのに、酷いジャッジはそれより更に酷い」などジャッジの判定に批判が殺到した。
2024年7月22日、WBCはWBC世界スーパーフェザー級王者のコンセイソンとフォスターとの再戦を指令した。
2024年11月2日、ニューヨーク州ベローナのターニング・ストーン・リゾート・アンド・カジノ内ターニング・ストーン・イベント・センターでWBC世界スーパーフェザー級王者ロブソン・コンセイソンとダイレクトリマッチを行い、12回2-1（115-113×2、113-115）の判定勝ちを収め王座奪還に成功した。

## 戦績
- プロボクシング：26戦 23勝 (12KO) 3敗

| 戦           | 日付           | 勝敗 | 時間     | 内容    | 対戦相手                   | 国籍           | 備考                                                   |
| ------------ | -------------- | ---- | -------- | ------- | -------------------------- | -------------- | ------------------------------------------------------ |
| 1            | 2012年9月8日   | ☆    | 1R 0:12  | KO      | テオ・ジョンソン           | アメリカ合衆国 | プロデビュー戦                                         |
| 2            | 2012年9月22日  | ☆    | 4R       | 判定3-0 | マヌエル・ルバルカバ       | メキシコ       |                                                        |
| 3            | 2012年10月26日 | ☆    | 1R 0:36  | KO      | ステファン・ナバ           | アメリカ合衆国 |                                                        |
| 4            | 2013年11月2日  | ☆    | 4R       | 判定3-0 | アーロン・アンダーソン     | アメリカ合衆国 |                                                        |
| 5            | 2014年5月10日  | ☆    | 2R 1:03  | TKO     | マリオ・レイシー           | アメリカ合衆国 |                                                        |
| 6            | 2014年7月12日  | ☆    | 4R       | 判定3-0 | デビン・パーカー           | アメリカ合衆国 |                                                        |
| 7            | 2015年8月22日  | ☆    | 1R 1:26  | KO      | フランク・ジョーダン       | アメリカ合衆国 |                                                        |
| 8            | 2015年9月23日  | ☆    | 1R 1:03  | KO      | ダリアス・ジャクソン       | アメリカ合衆国 |                                                        |
| 9            | 2015年11月6日  | ★    | 8R       | 判定0-3 | サミュエル・ティー         | アメリカ合衆国 |                                                        |
| 10           | 2016年1月16日  | ☆    | 4R 2:13  | TKO     | ライネル・グリフィン       | アメリカ合衆国 |                                                        |
| 11           | 2016年2月19日  | ☆    | 7R 0:52  | TKO     | ラビサス・ウィリアムズ     | アメリカ合衆国 |                                                        |
| 12           | 2016年7月22日  | ★    | 8R       | 判定1-2 | ローランド・キネア         | アメリカ合衆国 |                                                        |
| 13           | 2017年12月29日 | ☆    | 1R 2:41  | TKO     | アンドリュー・グッドリッチ | アメリカ合衆国 |                                                        |
| 14           | 2018年1月20日  | ☆    | 4R       | 判定2-0 | ケイリン・アルフレッド     | アメリカ合衆国 |                                                        |
| 15           | 2018年4月13日  | ☆    | 8R       | 判定2-0 | フランク・デ・アルバ       | アメリカ合衆国 |                                                        |
| 16           | 2018年9月21日  | ☆    | 10R      | 判定3-0 | ジョン・フェルナンデス     | スペイン       | WBCシルバー・世界スーパーフェザー級タイトルマッチ      |
| 17           | 2019年2月23日  | ☆    | 3R 終了  | TKO     | ファティウー・ファシヌー   | ベナン         |                                                        |
| 18           | 2019年7月17日  | ☆    | 8R 2:59  | KO      | ヘスス・ブラボー           | ペルー         | WBAフェデセントロスーパーフェザー級王座決定戦          |
| 19           | 2019年12月5日  | ☆    | 10R      | 判定3-0 | アルベルト・メルカド       | アメリカ合衆国 | WBCシルバー防衛1                                       |
| 20           | 2020年11月19日 | ☆    | 9R 0:58  | KO      | ミゲル・ローマン           | メキシコ       | WBCシルバー防衛2                                       |
| 21           | 2022年3月18日  | ☆    | 12R      | 判定3-0 | ムハンマドフジャ・ヤクボフ | タジキスタン   | WBC世界スーパーフェザー級挑戦者決定戦 WBCシルバー防衛3 |
| 22           | 2023年2月11日  | ☆    | 12R      | 判定3-0 | レイ・バルガス             | メキシコ       | WBC世界スーパーフェザー級王座決定戦                    |
| 23           | 2023年10月28日 | ☆    | 12R 2:38 | TKO     | エドゥアルド・エルナンデス | メキシコ       | WBC防衛1                                               |
| 24           | 2024年2月16日  | ☆    | 12R      | 判定2-1 | エイブラハム・ノバ         | プエルトリコ   | WBC防衛2                                               |
| 25           | 2024年7月6日   | ★    | 12R      | 判定1-2 | ロブソン・コンセイソン     | ブラジル       | WBC陥落                                                |
| 26           | 2024年11月2日  | ☆    | 12R      | 判定2-1 | ロブソン・コンセイソン     | ブラジル       | WBC世界スーパーフェザー級タイトルマッチ                |
| テンプレート |                |      |          |         |                            |                |                                                        |

## 獲得タイトル
- WBAスーパーフェザー級フェデセントロ王座
- WBC世界スーパーフェザー級シルバー王座
- WBC世界スーパーフェザー級王座 (防衛2)